# Anders Dahl

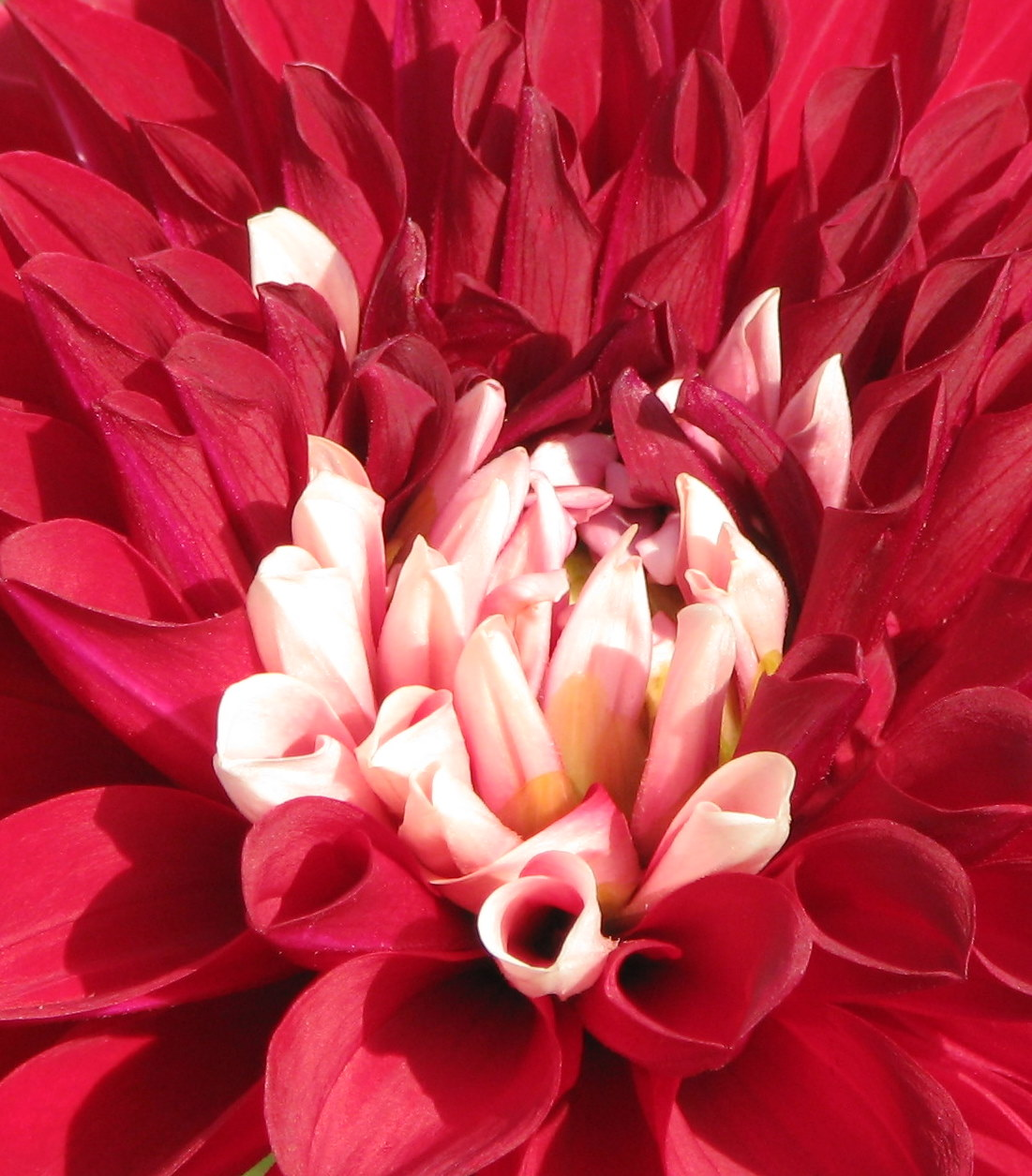
Dahlia, loài hoa được đặt theo tên Anders Dahl

Anders (Andreas) Dahl (17 tháng 3 năm 1751 – 25 tháng 5 năm 1789) là một nhà thực vật học Thụy Điển và là sinh viên của Carolus Linnaeus. Hoa dahlia được đặt theo tên của ông.
Năm 1770, Dahl theo học Đại học Uppsala khi vừa mới tốt nghiệp phổ thông (Carolus Linnaeus mất vào năm 1778).
Sau khi hoàn thành bằng cử nhân, ông làm việc tại Gothenburg như là người trông coi bảo tàng tự nhiên và vườn thực vật tư nhân của Claes Alströmer.
Năm 1786 ông nhận được bằng bác sĩ y khoa tại Đại học Kiel, Đức.
Năm 1787 ông bắt đầu giảng dạy y khoa và thực vật học tại Đại học trong Viện Hàn lâm Åbo
(ngày nay là Đại học Helsinki).
Dahl là một nhà thực vật học danh tiếng, ông đã cho xuất bản cuốn sách Observationes botanicæ circa Systema vegetabilium divi a Linné.